# Roseland (Nueva Jersey)
Roseland es una borough ubicada en el condado de Essex en el estado estadounidense de Nueva Jersey. En el año 2010 tenía una población de 5.819 habitantes y una densidad poblacional de 619,04 personas por km².

## Geografía
Roseland se encuentra ubicado en las coordenadas 40°49′19″N 74°18′29″O / 40.82194, -74.30806.

## Demografía
Según la Oficina del Censo en 2000 los ingresos medios por hogar en la localidad eran de $82,499 y los ingresos medios por familia eran $93,957. Los hombres tenían unos ingresos medios de $61,049 frente a los $41,688 para las mujeres. La renta per cápita para la localidad era de $41,415. Alrededor del 1.7% de la población estaba por debajo del umbral de pobreza.